# Hezbollah (Turchia)
Il movimento curdo di Turchia, autodefinitosi Hezbollah (in turco Türkiye Hizbullahı, in curdo Hizbullahî Kurdî) è un'organizzazione armata fondamentalista sunnita composta da turchi e curdi di Turchia. Esso agisce in Turchia e il suo centro maggiormente attivo viene indicato nella città di Malatya.
L'Hezbollah turco è iscritto in una lista ufficiale delle organizzazioni considerate terroristiche dal Dipartimento di Stato statunitense ed è del pari considerata terroristico dall'Emniyet Genel Müdürlüğü turco.
Comparso negli anni ottanta, il movimento ha ottenuto un sostegno ufficioso da parte del governo di Ankara, che sperava di trarne profitto nella sua lotta armata contro il PKK di Abdullah Öcalan e, al contempo, in funzione anti-marxista. Circa 3000 civili curdi, compresi giornalisti e uomini d'affari, sono stati così eliminati da Hezbollah negli anni novanta e tra le persone eliminate figura anche la femminista islamica Konca Kuris.
Dalla metà degli anni novanta, i governi turchi hanno però avviato una dura repressione nei confronti di Hezbollah e il loro leader, Hüseyin Velioğlu, è stato ucciso dalla polizia a Istanbul il 17 gennaio del 2000.
Il fondatore, Adnan Ersöz, aveva combattuto in Afghanistan negli anni ottanta e numerosi suoi membri hanno combattuto nel decennio successivo in Bosnia e in Cecenia, e tra essi Azad Ekinci.
L'Hezbollah turco non ha alcun legame con l'omonimo partito sciita libanese.